# فاس ویلکس
فاس ویلکس (هلندی: Faas Wilkes; ۱۳ اکتبر ۱۹۲۳ – ۱۵ اوت ۲۰۰۶) بازیکن فوتبال اهل هلند بود.
از باشگاه‌هایی که در آن بازی کرده‌است می‌توان به باشگاه فوتبال لوانته، باشگاه فوتبال فورتونا سیتارد، باشگاه فوتبال فنلو، باشگاه فوتبال اینتر میلان، باشگاه فوتبال تورینو، و باشگاه فوتبال والنسیا اشاره کرد.
وی همچنین در تیم ملی فوتبال هلند بازی کرده‌است.